# Pante Keutapang
Pante Keutapang is een bestuurslaag in het regentschap Aceh Jaya van de provincie Atjeh, Indonesië. Pante Keutapang telt 438 inwoners (volkstelling 2010).